# 柳下詩織
柳下 詩織（やなぎした しおり、1969年9月20日 - ）は、富山県魚津市出身のアナウンサー。

## 来歴・人物
富山大学人文学部卒業後、山梨県・清里高原にあるオルゴール博物館「ホール・オブ・ホールズ」の学芸員を経て、FM-FUJIに入社。アナウンサーとしてワンマンDJ番組などを担当する。
その後、青森テレビを経て、1999年10月から2000年9月までテレ玉に在籍。生活情報番組を担当したあと、2000年10月に地元にUターンする形でチューリップテレビに入局し、2008年3月で退職。その後、I.S.K有限会社に入社。日経コンサルタントのコミュニケーション術講師を経て、現在は富山県内でチューリップテレビアナウンス基礎講座の講師、富山インターネット市民塾（アナウンサー等の経験を生かして「柳下詩織の暮らしの言葉レシピ」(朗読や話し方にまつわる講座)、紅茶コーディネーターを生かして「おいしい紅茶生活のススメ」）の講師等をしている。

## 担当番組

### 過去の担当番組
FM-FUJI
- SOUND SPEC.  - 1996年9月、水・木・金曜

青森テレビ
- ATVニュースワイド

テレ玉
- 常盤6丁目一番街
- 常盤6丁目二番街

チューリップテレビ
- 富山とびきり木曜日
- 金曜だいすき! 2003年4月～2007年3月
- NEWS深夜便WIDE 2007年4月～（退職した木倉アナに代わって担当）

ほか

## 著書など
- 「ふたりの時計　ふたりの地図」（羽中田桂子と共著　1997年12月　明窓出版）
- 「マップル県別情報版19　山梨県'95」（昭文社）※FM-FUJI当時、県内の店を紹介する企画に登場する

## 関連人物
- 川辺小都子（FM-FUJIアナウンサー時代の盟友）
- 木河淳（SOUND SPEC.パーソナリティ、当時月・火曜担当）